# Oszkár Vilezsál
Dans le nom hongrois Vilezsál Oszkár, le nom de famille précède le prénom, mais cet article utilise l’ordre habituel en français Oszkár Vilezsál, où le prénom précède le nom.
Oszkár Vilezsál, né le 17 septembre 1930 à Salgótarján et mort le 20 juillet 1980 à Göd est un footballeur hongrois. Il évoluait au poste d'attaquant.

## Biographie

### En club
Oszkár Vilezsál commence sa carrière avec le Salgótarjáni BTC en 1947,.
En 1954, il rejoint le Ferencváros TC.
Il remporte la Coupe de Hongrie en 1958.
Vilezsál est sacré Champion de Hongrie en 1962-63 et en 1964.
Lors de la campagne de Coupe des villes de foires en 1964-65, il dispute six rencontres. Le Ferencváros TC remporte la compétition contre la Juventus FC mais Vilezsál ne joue pas durant la finale.
Il raccroche les crampons en 1965.
En compétitions européennes, il dispute au total deux matchs pour aucun but inscrit en Coupe des clubs champions, deux matchs pour aucun but inscrit en Coupe des vainqueurs de coupe et 14 matchs pour un but inscrit en Coupe des villes de foires.

### En équipe nationale
Il fait partie de l'équipe de Hongrie médaillée de bronze aux Jeux olympiques 1960. Il dispute deux rencontres durant la compétition sans inscrire de but.

### Entraîneur
Vilezsál entraîne le Ferencváros TC en 1965 immédiatement après sa dernière saison en tant que joueur.

## Palmarès
| Ferencváros TC \| - Championnat de Hongrie (2) : - Champion : 1962-63 et 1964. - Coupe de Hongrie (1) : - Vainqueur : 1958. \| \| - Coupe des villes de foires (1) : - Vainqueur : 1964-65. \| |  | Hongrie - Jeux olympiques : - Bronze : 1960.              |
| - Championnat de Hongrie (2) : - Champion : 1962-63 et 1964. - Coupe de Hongrie (1) : - Vainqueur : 1958.                                                                                      |  | - Coupe des villes de foires (1) : - Vainqueur : 1964-65. |